# 格日博夫斯基广场

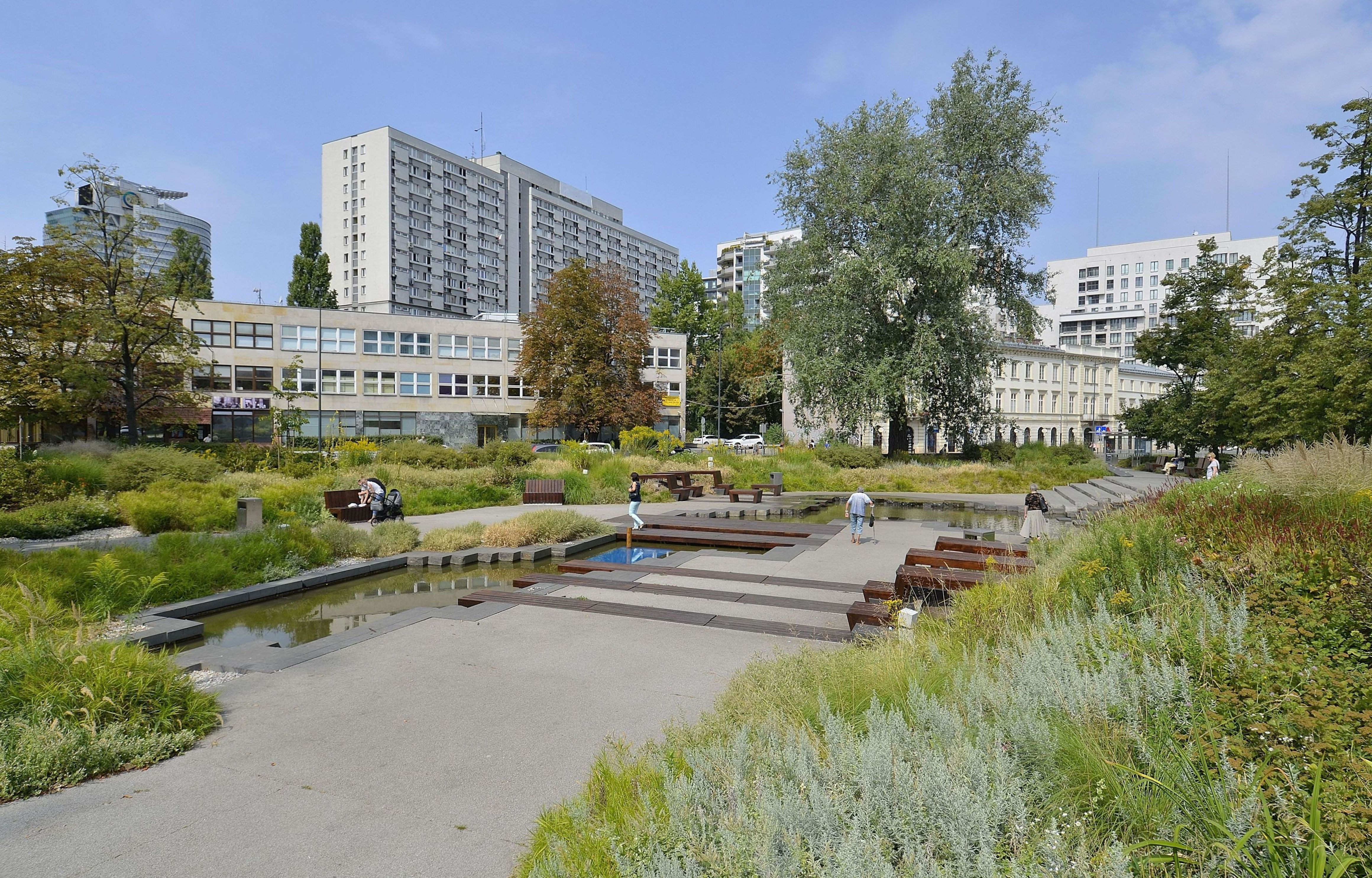
格日博夫斯基广场

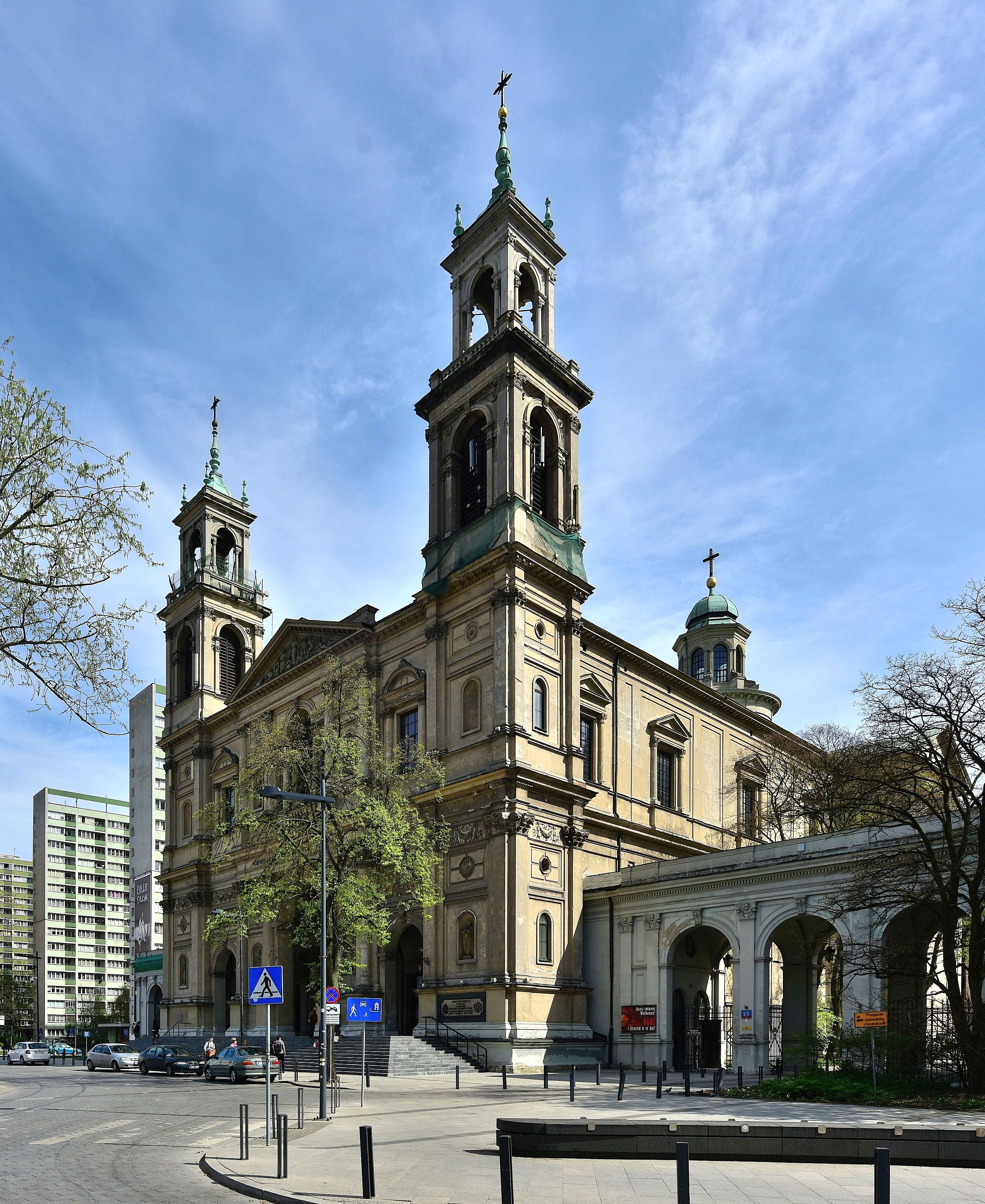
诸圣堂

格日博夫斯基广场（波蘭語：Plac Grzybowski）是波兰华沙希鲁德梅希切区（市中心）的一个三角形广场，位于特瓦达街、巴格诺街、格日博夫斯卡街和克罗夫斯卡街之间。

## 历史

### 17至19世纪

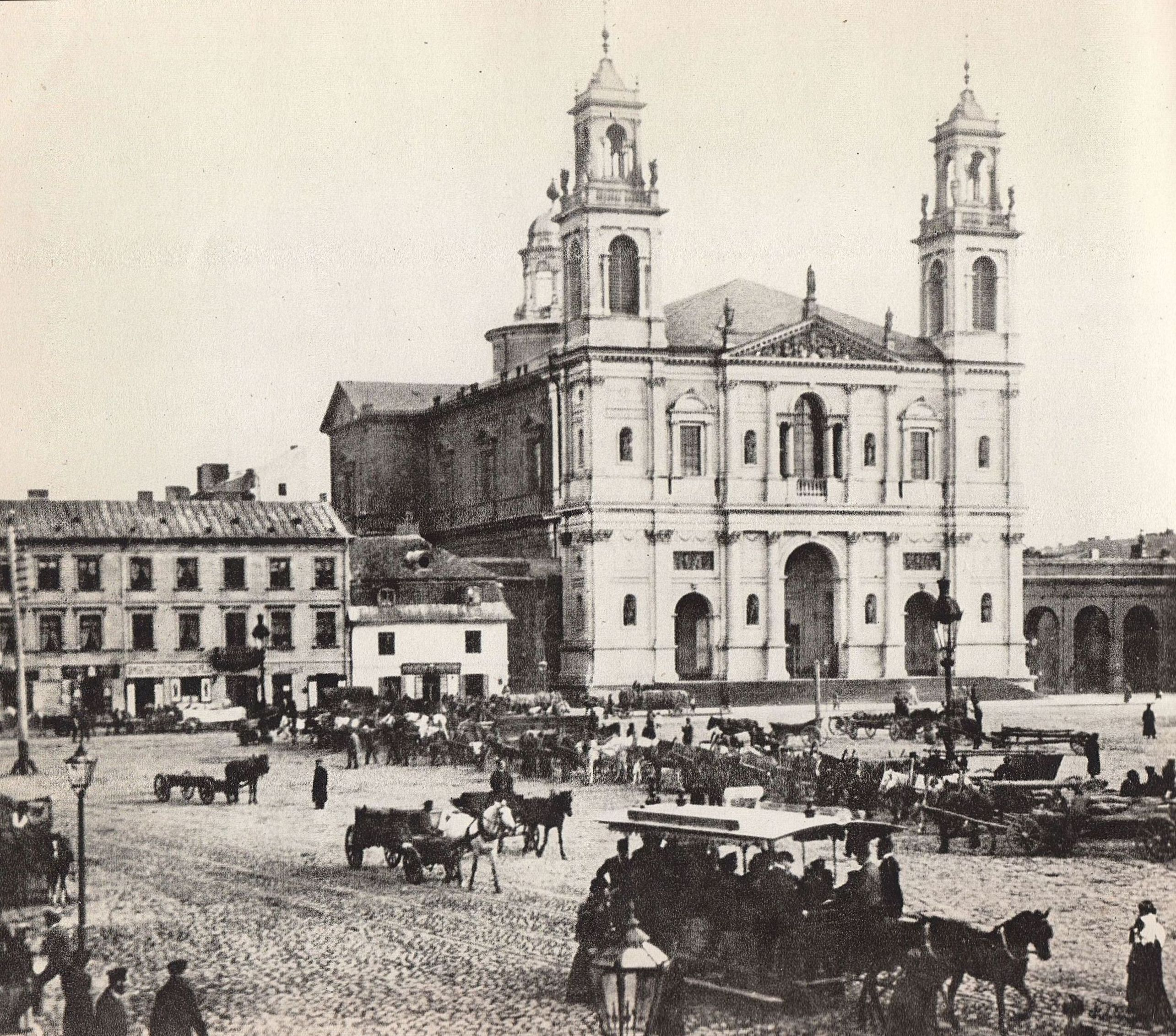
19世纪末的格日博夫斯基广场

广场的历史可以追溯到17世纪早期，当时它是一个未开发的空间，位于通往乌亚兹多夫城堡、斯尔乌泽威克村和华沙老城的十字路口。从17世纪中叶起，它成为了集市广场，并以其所有者扬·格日博夫斯基的名字命名为格日博夫。1786年至1787年，在广场建成由卡罗尔·舒茨（Karol Schütz）设计的市政厅。1791年，它成为华沙的一部分。从1809年到1830年，市政厅内设有监狱。在拆除市政厅后，该地建立了一个粮食市场，一直持续到19世纪末。同样从1815年开始，广场逐渐建立起新古典主义风格，其中一些建筑由著名建筑师设计，如安东尼奥·科拉齐和弗莱德雷克·阿尔伯特·莱斯尔。广场周边的街道也呈现出统一的新古典主义外观，从1830年起，开始称为格日博夫斯基广场。在这一时期，犹太人居住在该地区，开设许多出售铁器制品的小店。
1863年10月29日，在一月起义期间，俄罗斯人在广场上处决了几名叛乱分子：弗朗西塞克·特尔扎斯卡、哥尔斯基、菲尔基维奇和乔纳基。
从1866年起，有一条环形线路穿过广场通往华沙。1880年被双层巴士取代，然后是马拉电车，1908年后又被电动电车取代。早在1855年，由亨利克·马可尼建造和设计的新华沙渡槽就穿过了广场。1907年，广场上安装了电灯。1897年，市场迁至维特科夫斯基广场（该广场已不复存在），广场用鹅卵石铺成。二次世界大战之间，广场没有发生重大变化。

### 第二次世界大战
在1939年华沙围城期间，炸弹和导弹落在广场及其周围地区。1940年，若干房屋被毁，不得不拆除。
1940年11月，格日博夫斯基广场是华沙犹太区的一部分，与非犹太人区之间有一堵隔墙。1941年3月，因沿广场东侧设置边界，犹太区的面积缩小。犹太区被清除后，1942年8月，犹太区关闭，其他人可以进入该地区。
在1944年华沙起义的激烈战斗中，两栋房屋和一座教堂部分受损，起义失败后，德国人烧毁了广场的西侧，并摧毁了阿罗娜·塞尔丁内拉犹太会堂。

### 现状

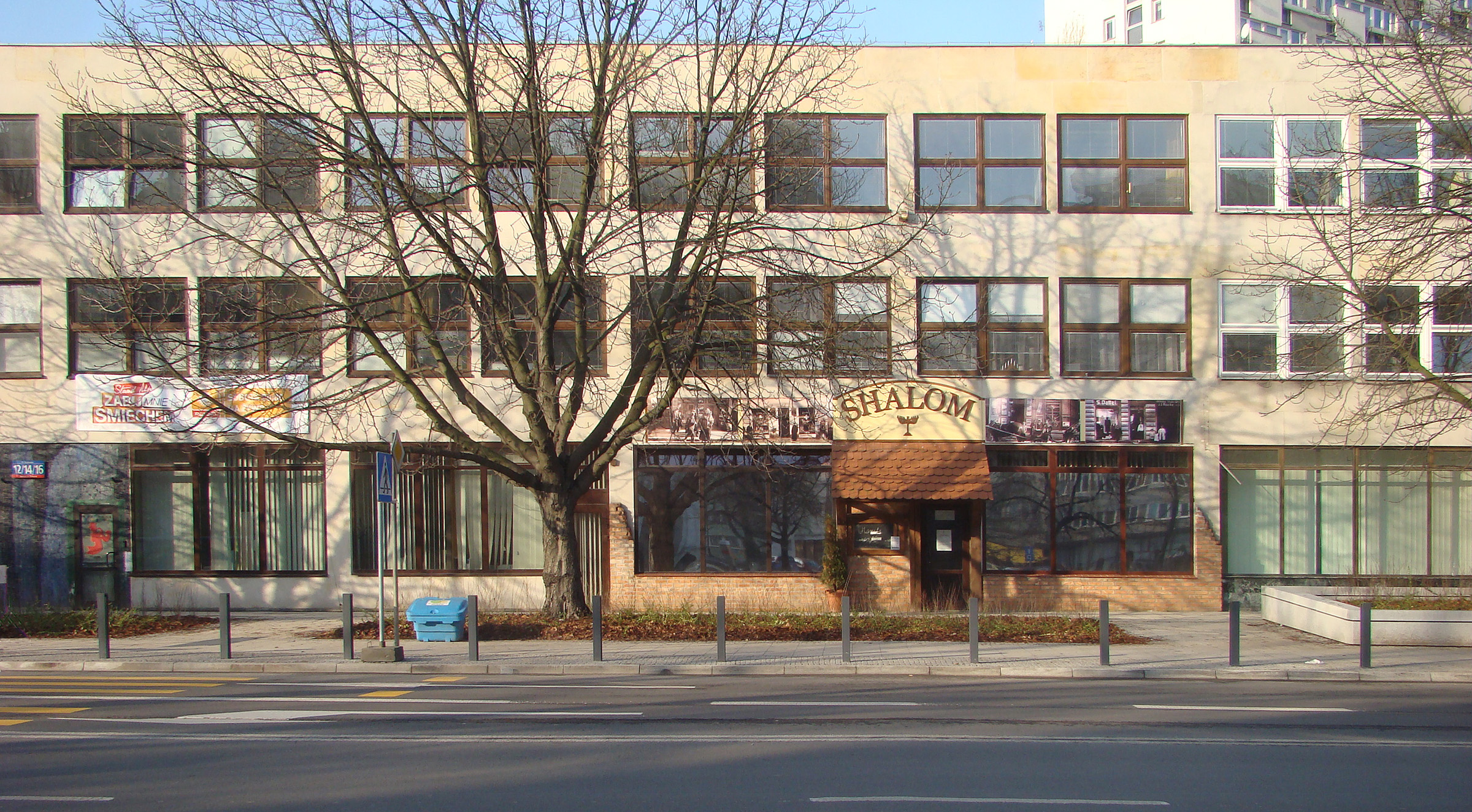
新犹太剧院

战后重建计划只对教堂进行部分重建，并建立一个大型现实主义市场，许多房屋和建筑被拆除，原犹太区只有普洛日纳街还存在。教堂重建，1966年至1969年新建了一座后现代建筑风格的犹太剧院，由博丹·普涅夫斯基设计。犹太会堂没有重建，原址上是44层的公寓楼 Cosmopolitan Twarda 2/4 。广场中央有一座波兰地下纪念碑。
有轨电车线路已不复存在，但在2009年至2011年修复格日博夫斯基广场时，仍发现它们的踪迹。
第二次世界大战期间拯救犹太人的波兰人纪念碑预计将于2015年建成。该纪念碑由彼得罗·穆西亚洛夫斯基、保利娜·潘基维奇和米查·阿达姆齐克设计，由该州和该市出资建造。